# Formação Nemegt
A Formação Nemegt (também conhecida como Nemegtskaya Svita) é uma formação geológica no deserto de Gobi, na Mongólia, datada do Cretáceo Superior. A formação consiste em sedimentos do canal do rio e contém fósseis de peixes, tartarugas, crocodilianos e uma fauna diversificada de dinossauros, incluindo pássaros.

## Descrição
A Formação Nemegt é composta por lamitos e arenitos que foram depositados por antigos lagos, riachos e planícies de inundação. A localidade de Altan Uul foi descrita por Michael Novacek como "um cânion esculpido em uma série muito rica de rochas sedimentares" com "falésias íngremes e lavagens estreitas". O clima associado a ele era mais úmido do que quando as formações anteriores foram depositadas; parece ter existido pelo menos algum grau de cobertura florestal. Troncos fossilizados também foram encontrados. Essas madeiras petrificadas e os restos de coníferas Araucariaceae indicam que as florestas do Nemegt eram densamente arborizadas, com um dossel alto formado por altas coníferas. Quando examinadas, as fácies rochosas dessa formação sugerem a presença de canais de córregos e rios, lodaçais e lagos rasos. Os sedimentos também indicam que existia um habitat rico, oferecendo alimentos diversos em quantidades abundantes que poderiam sustentar dinossauros maciços do Cretáceo.

## Estratigrafia

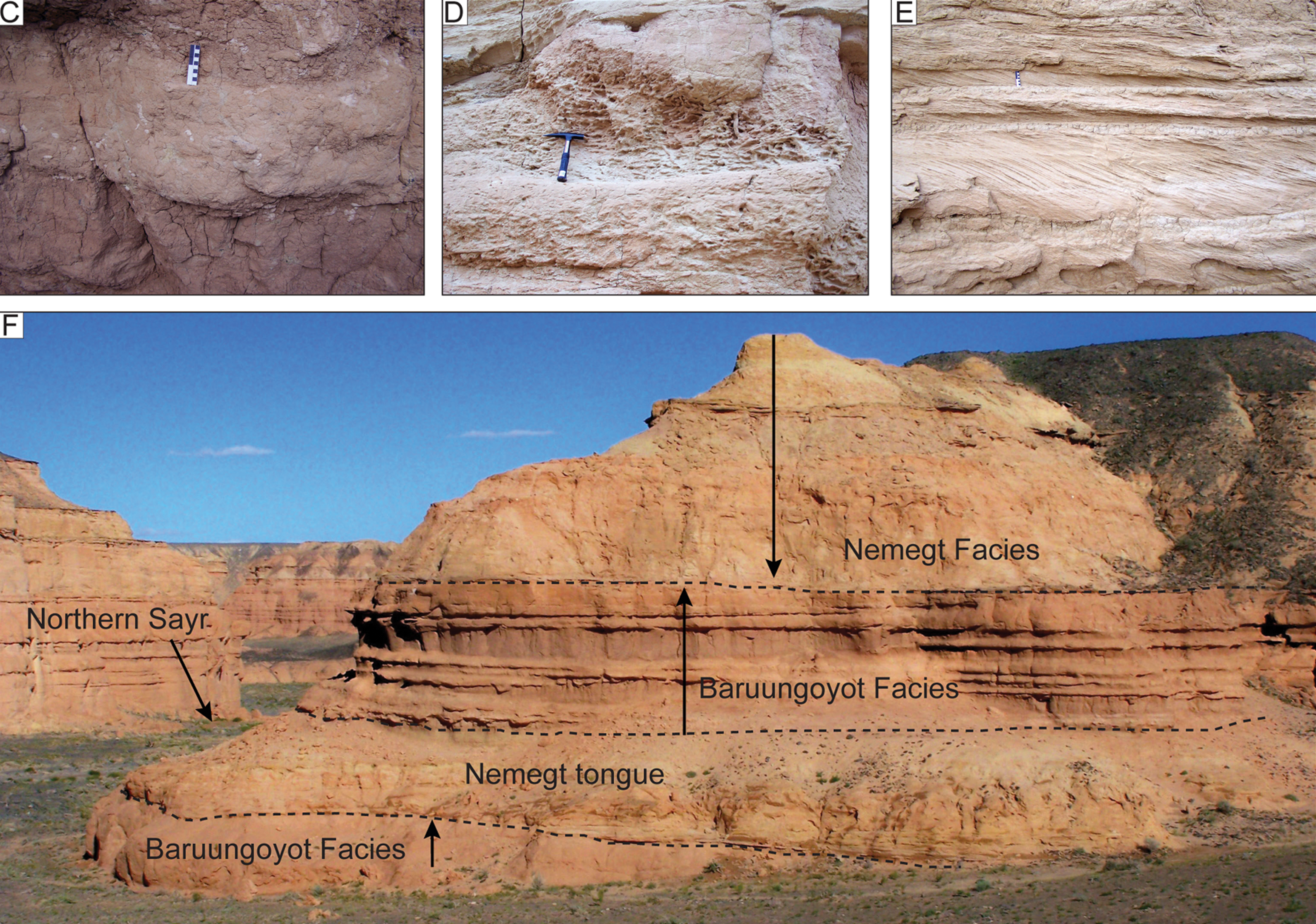
Intersecção das formações Nemegt e Barun Goyot

A estratigrafia mais recente divide a Formação Nemegt em três membros informais. O membro inferior é dominado por depósitos fluviais, enquanto os membros médio e superior consistem em planície aluvial, paludal, lacustre e depósitos fluviais. A cor dos sedimentos é geralmente cinza claro a castanho em comparação com a cor tipicamente vermelha da Formação Barun Goyot subjacente. Ele se sobrepõe e às vezes interfere com a Formação Barun Goyot. Interdigitação foi observado no estratotipo (Red Walls) e Hermiin Tsav. Não houve datação absoluta da Formação Nemegt. Historicamente, o Nemegt foi considerado do Campaniano tardio ao Maastrichtiano, com base em comparações de fósseis presentes, mas nenhuma datação exata foi realizada. A idade para a Formação Baruungoyot subjacente (também chamada de Svita) foi sugerida como Santoniano para Campaniano, e Shuvalov (2000) descobriu que a datação K-Ar de basaltos que eles se referiam ao Baruungoyot médio e superior tem 75 a 80 milhões de anos.